# ألبرتو دي تشيارا
ألبرتو دي تشيارا (بالإيطالية: Alberto Di Chiara)‏ هو لاعب كرة قدم إيطالي في مركز ظهير ‏، ولد في 29 مارس 1964 في روما في إيطاليا. شارك مع منتخب إيطاليا تحت 21 سنة لكرة القدم ومنتخب إيطاليا لكرة القدم. أما مع النوادي، فقد لعب مع فيورنتينا ونادي بارما ونادي بيروجيا ونادي روما ونادي ريجيانا 1919 ونادي ليتشي.

## وصلات خارجية
- ألبرتو دي تشيارا على موقع الاتحاد الأوربي (الإنجليزية)
- ألبرتو دي تشيارا على موقع قاعدة بيانات كرة القدم.إي يو (الإنجليزية)
- ألبرتو دي تشيارا على موقع ناشيونال فوتبول تيمز (الإنجليزية)
- ألبرتو دي تشيارا على موقع Soccerbase.com (لاعب) (الإنجليزية)
- ألبرتو دي تشيارا على موقع عالم كرة القدم.نت (الإنجليزية)